# 柳家紫文
柳家 紫文（やなぎや しもん、1957年12月24日 - 2021年11月19日）は、落語協会に所属していた三味線漫談家、音曲師。出囃子は『釣女』、紋は『備前蝶菱』。本名：田島 悟。

## 経歴
幼少時から病弱でなかなか学校に通えず、また実家が小料理屋だったため、芸事に親しんで育った。群馬県立高崎高等学校卒業後、20代半ばで上京。フリーターをしながら赤塚不二夫や柳家小袁治の世話になる。
1988年、十一代目岸澤式佐門下・岸澤式祐（きしざわ しきすけ）の名で歌舞伎の常磐津節三味線方を務める。
1995年、二代目柳家紫朝に入門、引き続き歌舞伎等の舞台をこなす傍ら、柳家紫文を名乗り色物として高座に上がり始める。
2021年11月19日9時6分、ネフローゼ症候群のため死去した。63歳没。

## 人物
三味線を奏でながら、「火付盗賊改方の長谷川平蔵が、何時ものように両国橋の袂を歩いておりますと…」と、ニヒルな風情で語る『鬼平市中見廻り日記（鬼平半可通）』が十八番。オチは基本的に駄洒落（地口）。新内（鶴賀寿美之助）、長唄（杵屋正楽）、小唄（立花光洋）、華道（田島理悟）、日本舞踊（萩井右京）の名取でもあり、「7つの名を持つ男」を自称する。
女弟子達とバンド『柳家紫文と東京ガールズ』を組み邦楽の普及を図ったり、独演会を Ustream でインターネット生中継するなど、先進的な取り組みで新しい演芸ファン層を開拓していた。定席では落語協会のほか、五代目円楽一門会の両国寄席にもレギュラー出演していた。
夫人と共に、高円寺駅南口で小料理屋「ちんとんしゃん」を経営。高円寺の冬のイベントとして2011年からスタートした『高円寺演芸まつり』では中心的役割を務め、2022年、写真や都々逸、仲間のコメントなどによる追悼展示「柳家紫文―粋な芸と高円寺演芸まつり―」が座・高円寺のギャラリーアソビバで開催された。

## 芸歴
- 1988年 - 十一代目岸澤式佐に入門、「式祐」を名乗る。常磐津三味線方として歌舞伎に出演。
- 1995年 - 二代目柳家紫朝に入門、「紫文」を名乗る。

## 受賞歴
- 2006年 国立演芸場花形演芸大賞銀賞

## メディア出演

### テレビ
- 笑いがいちばん（NHK総合テレビ）
- 笑点（日本テレビ系列）

など

### ラジオ
- ドンと来い！都々逸講座（『高嶋ひでたけの特ダネラジオ 夕焼けホットライン』内コーナー、木曜16時05分～、レギュラー出演、終了）
- 真打ち競演（NHKラジオ第1放送 ）
- ラジオ寄席（JRN）

など

### 映画
- 深海獣レイゴー

## 主著
- 『紫文式 都々逸のススメ』創美社、2007年。ISBN 4420310197。

- 『日本人沈没 - 紫文式“粋”マナー高座』主婦と生活社、2008年。ISBN 4391135930。

- 『都々逸読本』 海竜社
- 『都々逸人生教室』 海竜社

## 一門弟子
一門の女性で音曲バラエティ「東京ガールズ」を結成、落語協会に所属した。メンバーは当初は流動的だったが、最終的には柳家小糸と柳家小夏の２名によるユニットとなった。２名での活動は柳家小夏の項目参照。
- 柳家小糸

- 柳家小梅[8]
- 柳家小寿々[8]（本名：富井亜古[9]、端唄三味線「朝川 玲伎」[10]、新潟市出身[9]）
- 柳家小夏